# Michel Rouche
Michel Rouche (Parigi, 30 maggio 1934 – Parigi, 5 dicembre 2021) è stato uno storico francese, specialista nella storia della Gallia tra l'impero romano e il medioevo.

## Biografia

### Carriera universitaria
Abilitato all'aggregazione storica nel 1959, insegnò al liceo Pierre-d'Ailly di Compiègne.
Insegnò all'università Charles-de-Gaulle-Lille III dal 1969 al 1989 (Olivier Verdun, tra gli altri, era suo studente in quel periodo), poi come docente all'Istituto cattolico di Parigi, infine all'università di Parigi IV - Sorbona, come professore universitario.

### Militante cattolico
Convinto cattolico, Michel Rouche diresse l'Istituto della famiglia, che appartiene alla scuola della cattedrale di Parigi, un ramo della diocesi di Parigi.

## Contributo alla storia dell'Alto Medioevo
La sua ricerca si concentrò sulla fine dell'antichità e sulla creazione dei regni romano-barbarici nell'alto medioevo, in particolare il regno visigoto.
Fu il promotore della conferenza internazionale di storia tenutasi a Reims nel 1996 per la commemorazione del battesimo di Clodoveo. In questa occasione papa Giovanni Paolo II poté incontrare e dialogare con storici, ricercatori e scienziati riuniti attorno al tema. Gli atti della conferenza furono pubblicati in due volumi.
Michel Rouche partecipò anche alla stesura del film Clovis et son temps di Jacques Barsac.

## Opere
- Attila, La violence nomade, 2009, Fayard. 
  -  Attila, traduzione di Marianna Matullo, Roma, Salerno editrice, 2010, ISBN 978-88-8402-694-1.
- Les origines du christianisme: 30-451, Parigi: Hachette supérieur, 2007, 208 p.
- Petite histoire du couple et de la sexualité. Société Sciences Humaines, entretien avec Benoît De Sagazan, CLD Editeur, réédition 2006.
- Auctoritas, mélanges offerts à Olivier Guillot. Cultures et Civilisations médiévales, con Gilles Constable, Presses de l'Université Paris-Sorbonne, 2006.
- Histoire du Moyen Âge VIIe - Milieu du Xe siècle. Éditions Complexe, 2005.
- Les racines de l'Europe. Les sociétés du Haut Moyen Âge, 588 à 888. Éditions Fayard, 2003.
- Histoire de la papauté. 2000 ans de missions et de tribulations. Éditions du Seuil, collection Points/Histoire, avec Yves-Marie Hilaire, Michel Perrin et Francis Rapp, 2003.
- Le Moyen Âge en Occident. Des barbares à la Renaissance, con Michel Balard e Jean-Philippe Genet. Hachette Éducation, collezione Histoire Université, réédition 2003.
- Le choc des cultures. Romanité, germanité, chrétienté durant le haut Moyen Âge. collezione Storia e Civilizzazione, Presses Universitaires du Septentrion, 2003.
- Charlemagne. Rome chez les Francs, avec Eric Vanneufville, France-Empire, 2000.
- Mariage et sexualité au Moyen Âge. Accord ou crise ?. Colloque international de Conques. Collection Cultures Et Civilisations médiévales, Presses Université Parigi-Sorbona, 2000.
- Clovis histoire et mémoire. Actes du colloque international d'histoire de Reims. Presses de l'Université de Paris-Sorbonne, 1998.
- Clovis, suivi de vingt en un documents traduits et commentés. Editions Fayard ISBN 978-2-213-59632-7. Parigi, 1996.
- Histoire générale de l’enseignement et de l’éducation en France. Tome 1 : Des origines à la renaissance (Ve siècle av. J.-C.- XVe siècle). Nouvelle Librairie de France, 1981.
- L'Aquitaine des Wisigoths aux Arabes 418-781 : naissance d'une région. Parigi, EHESS-Jean Touzot, 1979 (Premio Gobert nel 1980)
- L'Europe au Moyen Âge, Documents expliqués, avec Charles-M. de La Roncière e Robert Delort. Parigi, Armand Colin, numerose riedizioni dal 1969.